# Rörtjärnrun
Rörtjärnrun är ett lågfjäll (709 m) sydväst om Rörtjärnen i Offerdals socken, Jämtland. Vissa år finns goda bestånd av ripa och förekomsten av hjortron är relativt god i områdena på och runt run.